# Jubileum Volume III
Jubileum Volume III – trzecia płyta kompilacyjna podsumowująca dorobek szwedzkiego zespołu muzycznego Bathory. Wydana w lipcu 1998 roku.

## Lista utworów
1. "33 Something" - 3:14
2. "Satan My Master" - 2:06[2]
3. "The Lake" - 6:43
4. "Crosstitution" - 3:17
5. "In Nomine Satanas" - 6:25[2]
6. "Immaculate Pinetreeroad #930" - 2:48
7. "War Machine" - 3:19
8. "The Stallion" - 5:15
9. "Resolution Greed" - 4:13[2]
10. "Witchcraft" - 2:50[2]
11. "Valhalla backing vocals harmony sample" - 1:38[2]
12. "Sociopath" - 3:11
13. "Pax Vobiscum" - 4:13
14. "Genocide" - 4:34[2]
15. "Gods of Thunder, of Wind and of Rain" - 5:42

## Twórcy
- Ace "Quorthon Seth" Thomas Forsberg - śpiew, gitara, gitara basowa, perkusja